# 지리정보학
지리정보학 또는 지오매틱스(geomatics)는 ISO/TC 211 표준 시리즈에서 "지리적 데이터 또는 지리 정보의 수집, 배포, 저장, 분석, 처리, 표시와 관련된 분야"로 정의된다. 다른 정의에 따르면 지리(지리 공간) 데이터의 수집, 통합 및 관리와 관련된 제품, 서비스 및 도구로 구성된다. 측량공학은 과거에는 지리공학을 가리키는 이름으로 널리 사용되었다. 지리정보학은 유네스코 생명 유지 시스템 백과사전에서 기술 지리학 분야로 분류되었다.

## 같이 보기
- 지리정보과학